# Robert I (biskup wrocławski)
Robert I (zm. 1140 r.) – biskup wrocławski w latach 1126–1140. 
Z czasów Roberta I pochodzi pierwsza wzmianka o kapitule katedralnej. Biskup popierał benedyktynów i włączał zakonników do pracy duszpasterskiej. Wrocławskiemu klasztorowi NMP (później św. Wincentego) nadał w 1139 r. kościół św. Michała.